# Plazmogen
Plazmogen – gen zlokalizowany w plazmonie (tj. w cytoplazmie, mitochondriach, plastydach lub plazmidach).